# 聖何塞埃爾伊多洛
聖荷西埃爾伊多洛（西班牙語：San José El Ídolo），是瓜地馬拉的城鎮，位於該國西南部，由蘇奇特佩克斯省負責管轄，面積88平方公里，海拔高度169米，2002年人口7,645，人口密度每平方公里86.88人。